# Scrofa di Crommio

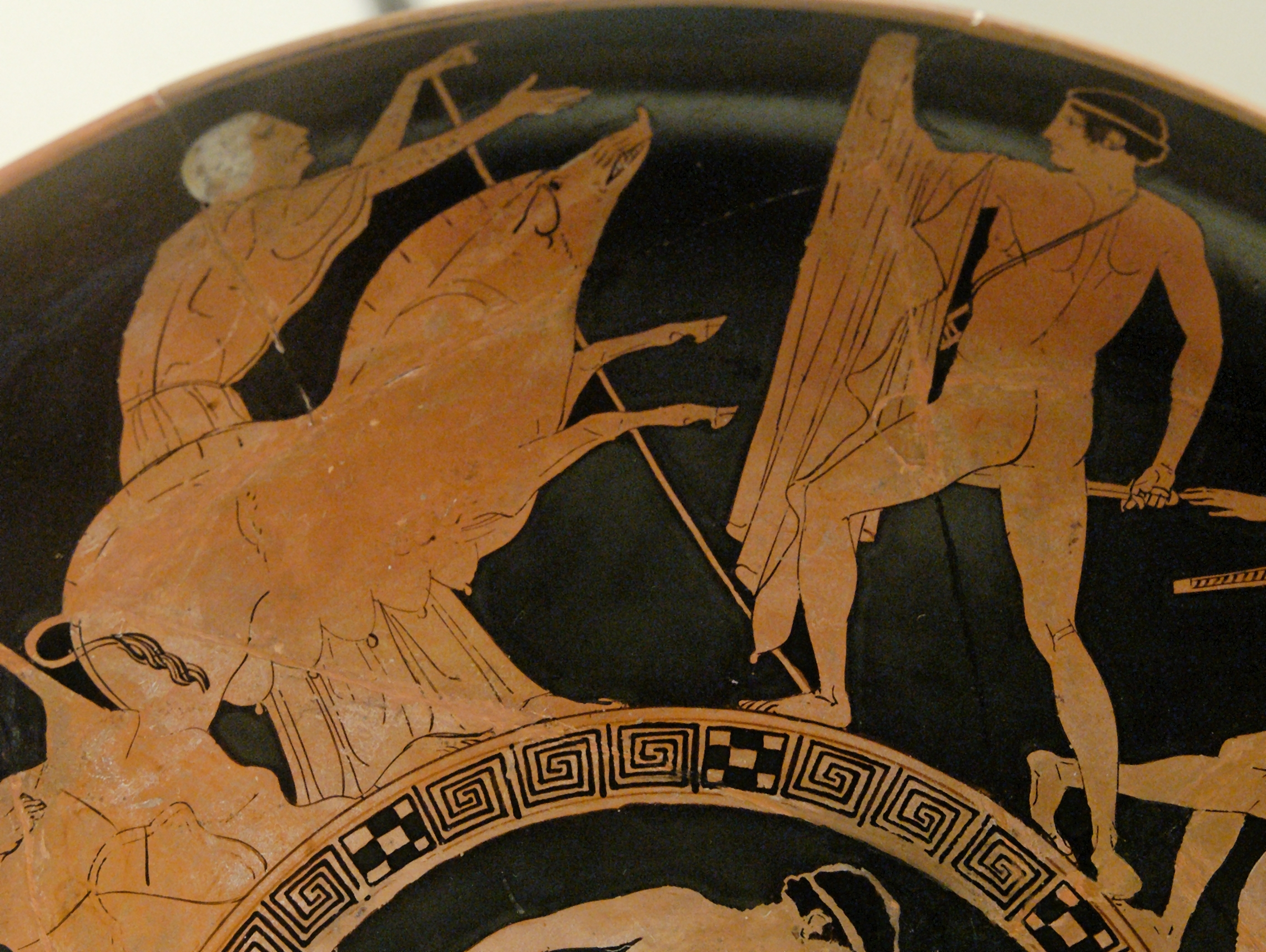
Teseo affronta la scrofa crommionia, ceramica a figure rosse, 440-430 a.C. circa.

La scrofa crommionia, o di Crommio, chiamata Fea (in greco antico: Φαια?, Phaia) dal nome della vecchia che la allevò, è una creatura leggendaria della mitologia greca. Si trattava di un ferocissimo maiale, che si diceva discendesse da Tifone ed Echidna. Ebbe come figlio da un normale cinghiale, il Cinghiale calidonio. Altre dicono che lo abbia avuto dal cinghiale di Erimanto.

## Storia

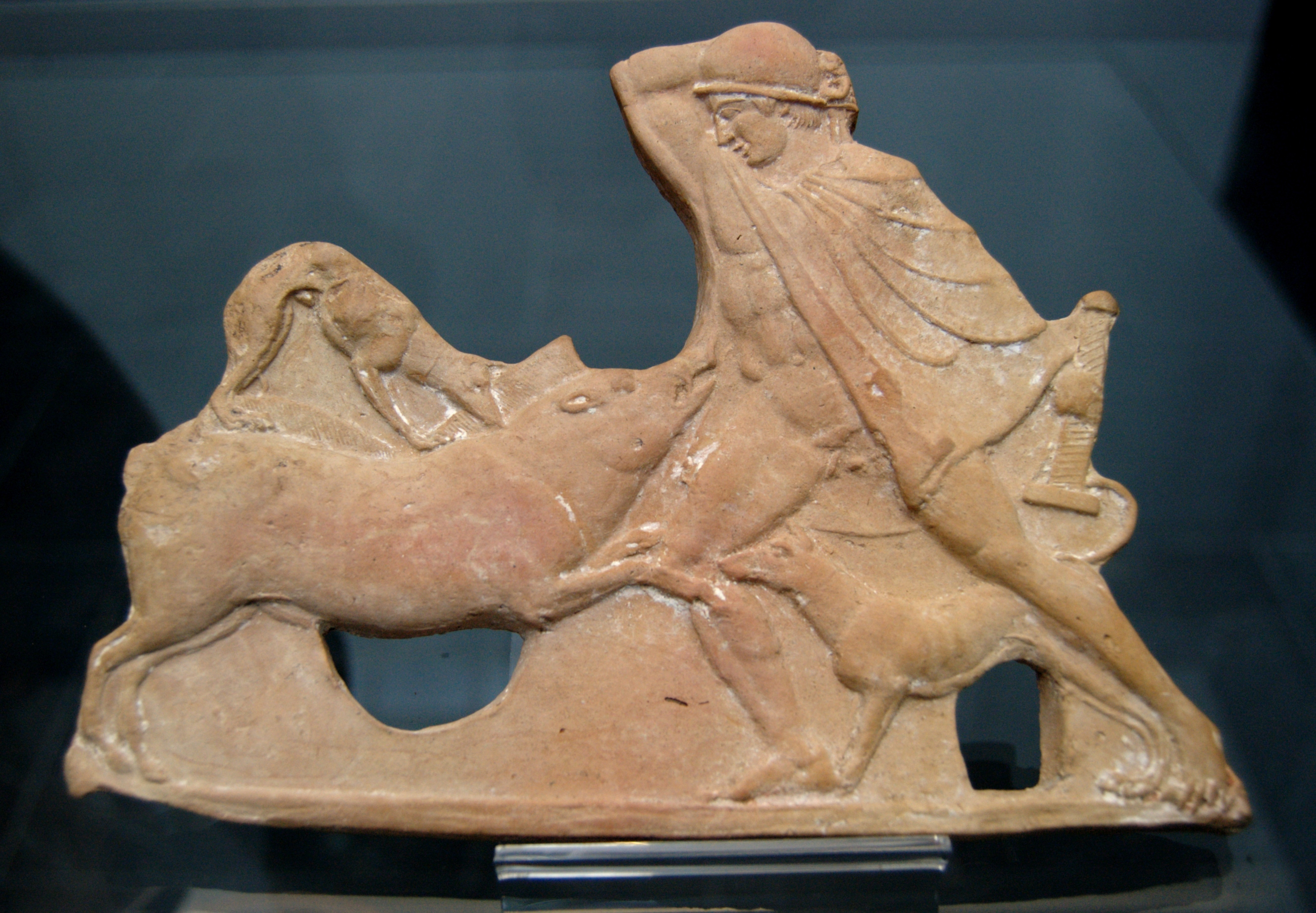
Teseo e la scrofa crommionia, terracotta dell'isola di Milo, 460 a.C. circa.

La creatura, che aveva già ammazzato molti uomini, fu affrontata da Teseo e uccisa con un colpo di spada.
Apollodoro riporta che la scrofa era detta essere figlia di Tifone ed Echidna.
Strabone riporta che era detta essere madre del cinghiale calidonio.